# Raad van procureurs des Konings
De raad van procureurs de Konings is een Belgisch orgaan waarin alle procureurs des Konings samen zetelen om adviezen te verlenen.

## Werking van de raad
De werking van de raad wordt beschreven in het artikel 150bis van het Gerechtelijk Wetboek.

### Samenstelling
De procureurs des Konings van de verschillende gerechtelijke arrondissementen vormen samen de raad van procureurs des Konings. De federale procureur kan de vergaderingen van de raad bijwonen.
De raad duidt onder zijn leden een voorzitter en een vicevoorzitter aan. De voorzitter en de vicevoorzitter mogen niet tot hetzelfde taalstelsel behoren.
De raad vergadert op eigen initiatief of op verzoek van het college van procureurs-generaal. Er is minstens een vergadering eenmaal per trimester.

### Bevoegdheden
De raad adviseert het college van procureurs-generaal over de harmonisatie en de uniforme toepassing van de regels en over elke zaak die verband houdt met de opdrachten van het openbaar ministerie.
De agenda en de verslagen van de vergaderingen en adviezen van de raad worden toegezonden aan de minister van Justitie, het college van procureurs-generaal, de federale procureur en de leden van de raad.
Nationaal recht